# Bellino
Bellino é uma comuna italiana da região do Piemonte, província de Cuneo, com cerca de 179 habitantes. Estende-se por uma área de 61 km², tendo uma densidade populacional de 3 hab/km². Faz fronteira com Acceglio, Casteldelfino, Elva, Pontechianale, Prazzo, Saint-Paul-sur-Ubaye (França).

## Demografia
| Variação demográfica do município entre 1861 e 2011                               |
|                                                                                   |
| Fonte: Istituto Nazionale di Statistica (ISTAT) - Elaboração gráfica da Wikipedia |